# Lu Jinlan
Lu Jinlan, död efter 825, var en kinesisk dansös.
Hon var gift med poeten Shen Yazhi. Hon hade bildats i dans från tidig barndom och var känd för sin begåvning som dansare, särskilt inom dansformerna lü yao och yu shu. Hon designade en ny danskostym med lång kjol och vida ärmar som sedan blev populär. Hon designade också en ny frisyr och ett nytt sätt att måla ögonbrynen på. 